# Lincoln Heights (Los Angeles)

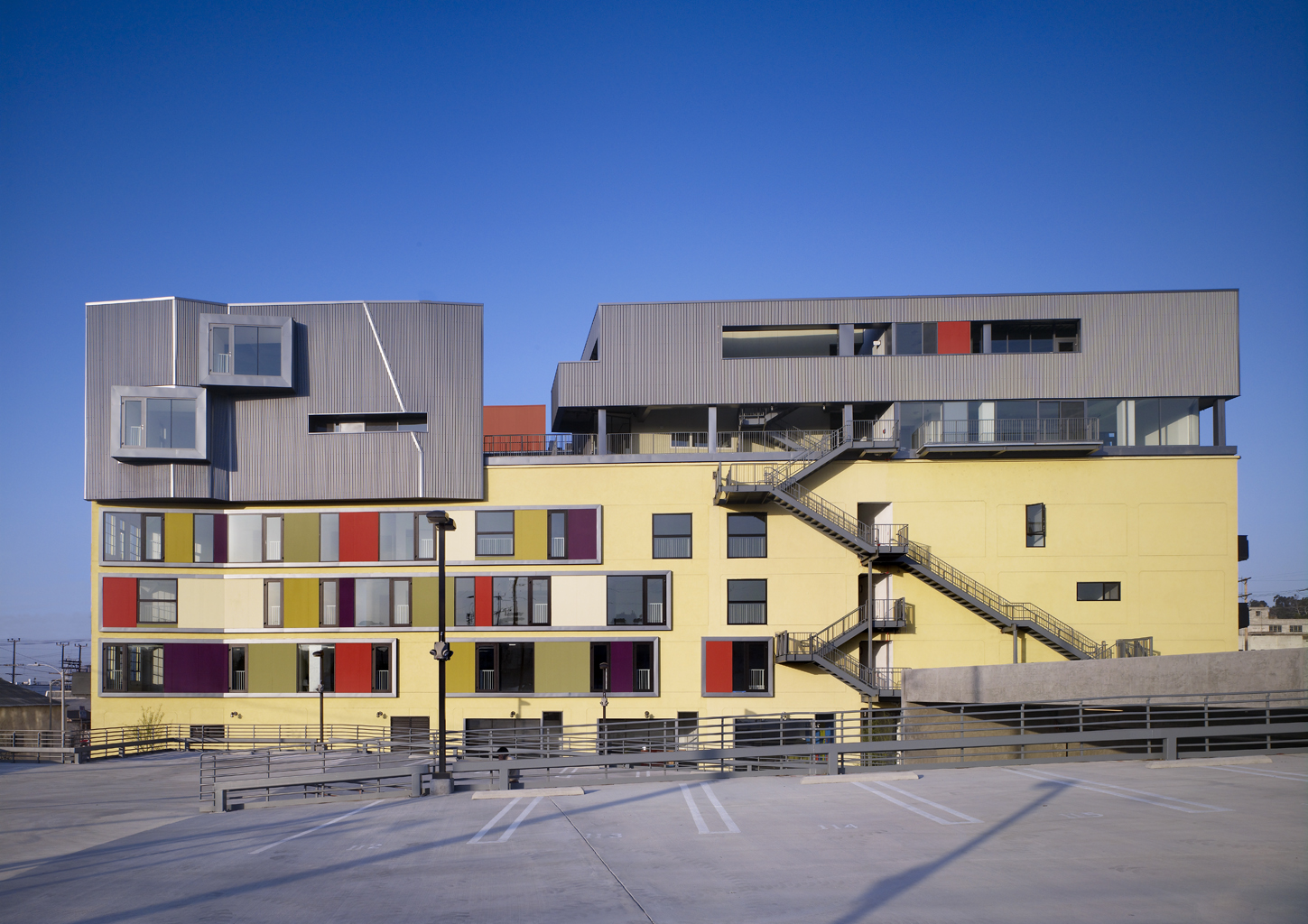
Die FullerLofts sind ein Beispiel für moderne Architektur in Lincoln Heights

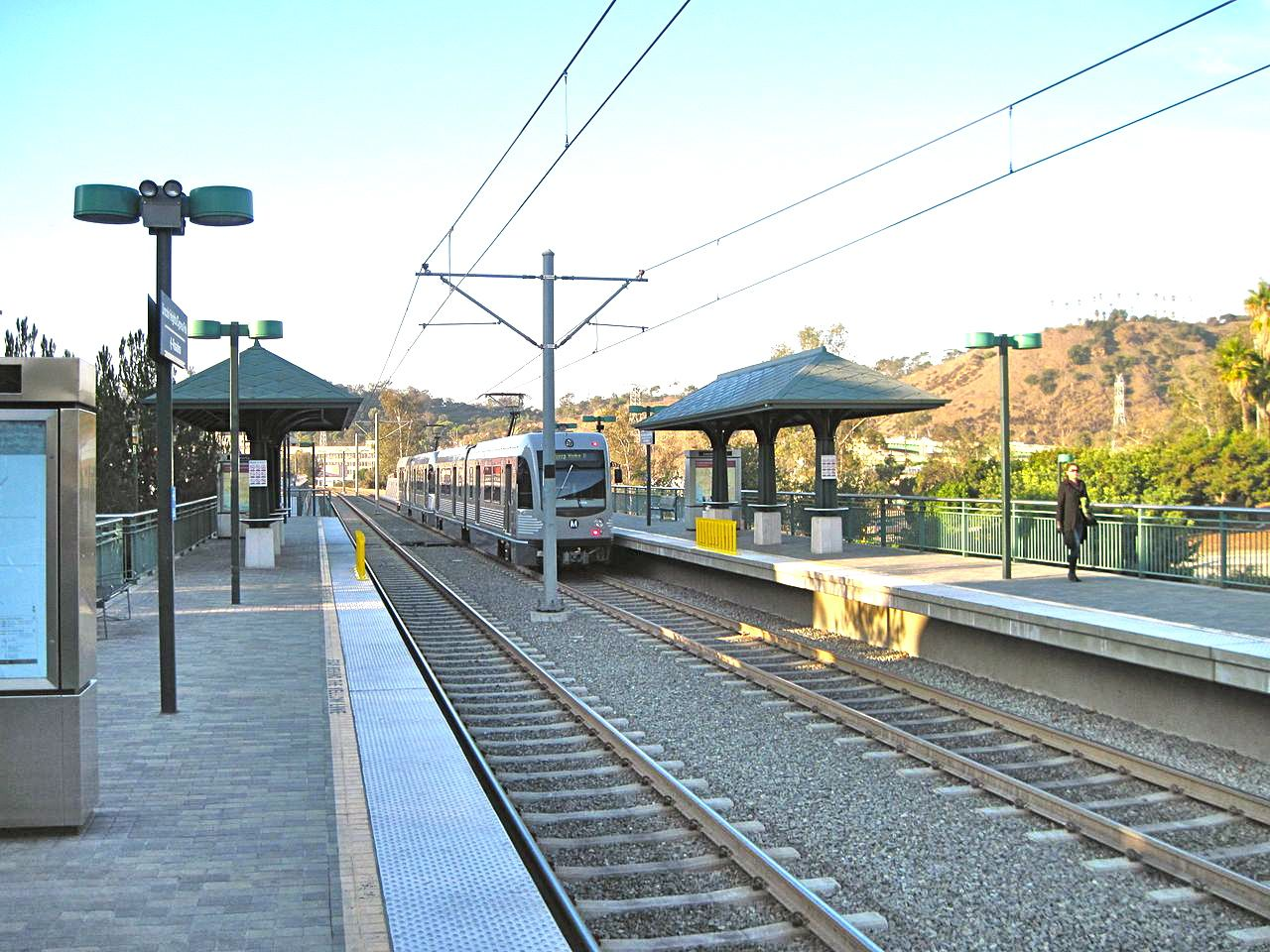
Über die Haltestelle Lincoln/Cypress Park ist der Stadtteil an die Los Angeles County Metro Rail angeschlossen

Lincoln Heights ist ein nordöstlich der Innenstadt gelegenes Viertel von Los Angeles, Kalifornien. 

## Geographie
Geografisch wird Lincoln Heights im Westen durch den Los Angeles River, im Süden durch den San Bernardino Freeway, im Osten durch die Soto Street und Norden durch hügeliges Land begrenzt. Die Interstate 5 geht durch das Viertel. Die Metro Gold Line verbindet den Stadtteil über die Haltestelle „Lincoln/Cypress Park“ mit dem öffentlichen Nahverkehr. Lincoln Heights grenzt an Boyle Heights, Chinatown, Cypress Park, Downtown Los Angeles, El Sereno, Elysian Park, Elysian Valley, Highland Park, Montecito Heights und Mount Washington.

## Geschichte
Die Geschichte von Lincoln Heights reicht bis in die 1870er Jahre zurück. Das Viertel war eines der ersten von Los Angeles. Anfänglich wohnten hier meist wohlhabende Bürger, die eine Reihe von viktorianische Häusern bauten. Diese werden heute von der Denkmalpflege betreut. Wegen der durch die industrielle Entwicklung am Anfang des 20. Jahrhunderts entstandenen Umweltverschmutzungen zogen die wohlhabenden Bürger weiter nach Hollywood. Lincoln Heights war fortan von einer italo-amerikanischen und hispanischen Bevölkerung geprägt. Nach dem Ende des Zweiten Weltkriegs zogen viele etablierte Einwohner in die umliegenden Mittelschichtwohngebiete. Durch den Bau des Golden State Freeway wurde das Viertel in zwei Hälften geteilt, die Abwanderung der Bevölkerung wurde dadurch beschleunigt. Heute gilt Lincoln Heights als Barrio mit hispanischer und asiatischer Bevölkerung.

## Demografie
2005 hatte Lincoln Heights etwa 80.000 Einwohner. Davon sind 89,1 % Latinos und 17,3 % Asiaten. Der Anteil der weißen und schwarzen Bevölkerung liegt bei 3,6 %.

## Infrastruktur
- Das Los Angeles Fire Department unterhält die Fire Station 1 in Lincoln Heights.
- Das Central Health Center in Downtown versorgt die Einwohner.
- In dem Stadtteil gibt es zwei High Schools, zwei Middle Schools, sechs Grundschulen und einige Privatschulen.